# Saosnes
Saosnes é uma comuna francesa na região administrativa do País do Loire, no departamento de Sarthe. Estende-se por uma área de 11.24 km². Em 2010 a comuna tinha 213 habitantes (densidade: 19 hab./km²).